# The Ruby Sea
The Ruby Sea es el quinto y último álbum de estudio de la banda Thin White Rope, lanzado en mayo de 1991 por Frontier Records y RCA.

## Lista de canciones
Todas las canciones fueron escritas por Guy Kyser excepto donde se marca.
Todas las canciones escritas y compuestas por Guy Kyser (except where noted). 
| N.º | Título                          | Duración |  |
| 1.  | «The Ruby Sea» (Abourezk/Kyser) | 4:22     |  |
| 2.  | «Tina And Glen»                 | 2:22     |  |
| 3.  | «Puppet Dog» (Kyser/Odom)       | 4:41     |  |
| 4.  | «Bartender's Rag»               | 3:45     |  |
| 5.  | «Midwest Flower» (Kyser/Kunkel) | 5:06     |  |
| 6.  | «Dinosaur»                      | 1:31     |  |
| 7.  | «The Lady Vanishes»             | 1:59     |  |
| 8.  | «Up To Midnight»                | 3:45     |  |
| 9.  | «Hunter's Moon»                 | 5:17     |  |
| 10. | «Christmas Skies»               | 3:01     |  |
| 11. | «The Fish Song»                 | 3:53     |  |
| 12. | «The Clown Song»                | 1:09     |  |

El coro para "The Fish Song" fue producido por varias personas dentro del staff de Frontier Records y periodistas.

## Créditos
- Guy Kyser – Banjo, Guitarra, Voz
- Roger Kunkel –  Guitarra, Voz
- Stooert Odom – Bajo, Guitarron, Voz
- Matthew Abourezk – Batería, Percusión, Voz